# Deinypena praerupta
Deinypena praerupta är en fjärilsart som beskrevs av M.Gaede 1940. Deinypena praerupta ingår i släktet Deinypena och familjen nattflyn. Inga underarter finns listade i Catalogue of Life.